# セント・ジョージ教区 (セントビンセント・グレナディーン)
セント・ジョージ教区（-ぎょうせいきょうく、Saint George Parish）はセントビンセント・グレナディーンの本島、セントビンセント島の南部にある行政教区の一つ。面積は52km2、人口は40,822人（2015年推定）。主要な都市は同国の首都であるキングスタウン、島南端の港湾都市カリアクア。またグレナディーン諸島のうち、セントビンセント島沖合に浮かぶヤング島を管轄している。アーガイル国際空港は教区北東部に立地している。
国勢調査区域は、キングスタウン、キングスタウン郊外、カリアクア、メアリクアの4区が該当する。ただし隣接する教区と一部重複する。

## 都市
教区内のすべての集落の一覧。
- アーノス・ヴェイル（英語版） (Arnos Vale、北緯13度08分33秒 西経061度12分34秒 / 北緯13.14250度 西経61.20944度)[6]
- ベルモント（英語版） (Belmont、北緯13度09分49秒 西経061度10分48秒 / 北緯13.16361度 西経61.18000度)[7]
- ブライトン・ヴィレッジ（ドイツ語版） (Brighton Village、北緯13度07分57秒 西経061度10分27秒 / 北緯13.13250度 西経61.17417度)[8]
- カリアクア（英語版） (Caliaqua、北緯13度07分51秒 西経061度11分34秒 / 北緯13.13083度 西経61.19278度)[9]
- グレートヘッド（ドイツ語版） (Greathead、北緯13度08分39秒 西経061度13分15秒 / 北緯13.14417度 西経61.22083度)
- キングスタウン (Kingstown、北緯13度09分28秒 西経061度13分30秒 / 北緯13.15778度 西経61.22500度)[10]
- リビシ（ドイツ語版） (Ribishi、北緯13度08分53秒 西経061度11分06秒 / 北緯13.14806度 西経61.18500度)[11]
- スタッブス（英語版） (Stubbs、北緯13度08分57秒 西経061度09分35秒 / 北緯13.14917度 西経61.15972度)[12]